# Хаити на Олимпијским играма
Хаити се први пут појавила на Олимпијским играма 1900. године. Хаићански спортисти нису до Пекиншке олимпијаде учествовали на укупно 11 одржаних Летњих олимпијада.
На Зимским олимпијским играма Хаити никада нису учествовали. Представници Хаитија су закључно са Олимпијским играма одржаним 2016. године у Пекингу су освојили 2 медаље.
Национални олимпијски комитет Хаитија (Comité Olympique Haïtien) је основан 1914. а признат од стране Међународног олимпијског комитета 1924. године.

## Медаље

### Освојене медаље на ЛОИ
| Учешће и освојене медаље Хаитија на ЛОИ |                       |                       |                       |                       |                       |                       |                       |                       |                       |                       |
| ЛОИ                                     | Носилац заставе       | Учешће                | Муш.                  | Жене                  | спорт.                | Злато                 | Сребро                | Бронза                | Укупно                | Ранг                  |
| 1900. Париз                             |                       |                       |                       |                       |                       | 0                     | 0                     | 0                     | 0                     |                       |
| 1904. Сент Луис                         | Хаити није учествовао | Хаити није учествовао | Хаити није учествовао | Хаити није учествовао | Хаити није учествовао | Хаити није учествовао | Хаити није учествовао | Хаити није учествовао | Хаити није учествовао | Хаити није учествовао |
| 1908. Лондон                            | Хаити није учествовао | Хаити није учествовао | Хаити није учествовао | Хаити није учествовао | Хаити није учествовао | Хаити није учествовао | Хаити није учествовао | Хаити није учествовао | Хаити није учествовао | Хаити није учествовао |
| 1912. Стокхолм                          | Хаити није учествовао | Хаити није учествовао | Хаити није учествовао | Хаити није учествовао | Хаити није учествовао | Хаити није учествовао | Хаити није учествовао | Хаити није учествовао | Хаити није учествовао | Хаити није учествовао |
| 1920. Антверпен                         | Хаити није учествовао | Хаити није учествовао | Хаити није учествовао | Хаити није учествовао | Хаити није учествовао | Хаити није учествовао | Хаити није учествовао | Хаити није учествовао | Хаити није учествовао | Хаити није учествовао |
| 1924. Париз                             |                       |                       |                       |                       |                       | 0                     | 0                     | 1                     | 1                     |                       |
| 1928. Амстердам                         |                       |                       |                       |                       |                       | 0                     | 1                     | 0                     | 1                     |                       |
| 1932. Лос Анђелес                       |                       |                       |                       |                       |                       | 0                     | 0                     | 0                     | 0                     |                       |
| 1936. Берлин                            | Хаити није учествовао | Хаити није учествовао | Хаити није учествовао | Хаити није учествовао | Хаити није учествовао | Хаити није учествовао | Хаити није учествовао | Хаити није учествовао | Хаити није учествовао | Хаити није учествовао |
| 1948. Лондон                            | Хаити није учествовао | Хаити није учествовао | Хаити није учествовао | Хаити није учествовао | Хаити није учествовао | Хаити није учествовао | Хаити није учествовао | Хаити није учествовао | Хаити није учествовао | Хаити није учествовао |
| 1952. Хелсинки                          | Хаити није учествовао | Хаити није учествовао | Хаити није учествовао | Хаити није учествовао | Хаити није учествовао | Хаити није учествовао | Хаити није учествовао | Хаити није учествовао | Хаити није учествовао | Хаити није учествовао |
| 1956. Мелбурн и Стокхолм                | Хаити није учествовао | Хаити није учествовао | Хаити није учествовао | Хаити није учествовао | Хаити није учествовао | Хаити није учествовао | Хаити није учествовао | Хаити није учествовао | Хаити није учествовао | Хаити није учествовао |
| 1960. Рим                               |                       |                       |                       |                       |                       | 0                     | 0                     | 0                     | 0                     |                       |
| 1964. Токио                             | Хаити није учествовао | Хаити није учествовао | Хаити није учествовао | Хаити није учествовао | Хаити није учествовао | Хаити није учествовао | Хаити није учествовао | Хаити није учествовао | Хаити није учествовао | Хаити није учествовао |
| 1968. Мексико Сити                      | Хаити није учествовао | Хаити није учествовао | Хаити није учествовао | Хаити није учествовао | Хаити није учествовао | Хаити није учествовао | Хаити није учествовао | Хаити није учествовао | Хаити није учествовао | Хаити није учествовао |
| 1972. Минхен                            |                       |                       |                       |                       |                       | 0                     | 0                     | 0                     | 0                     |                       |
| 1976. Монтреал                          |                       |                       |                       |                       |                       | 0                     | 0                     | 0                     | 0                     |                       |
| 1980. Москва                            | Хаити није учествовао | Хаити није учествовао | Хаити није учествовао | Хаити није учествовао | Хаити није учествовао | Хаити није учествовао | Хаити није учествовао | Хаити није учествовао | Хаити није учествовао | Хаити није учествовао |
| 1984. Лос Анђелес                       |                       |                       |                       |                       |                       | 0                     | 0                     | 0                     | 0                     |                       |
| 1988. Сеул                              |                       |                       |                       |                       |                       | 0                     | 0                     | 0                     | 0                     |                       |
| 1992. Барселона                         |                       |                       |                       |                       |                       | 0                     | 0                     | 0                     | 0                     |                       |
| 1996. Атланта                           |                       |                       |                       |                       |                       | 0                     | 0                     | 0                     | 0                     |                       |
| 2000. Сиднеј                            |                       |                       |                       |                       |                       | 0                     | 0                     | 0                     | 0                     |                       |
| 2004. Атина                             |                       |                       |                       |                       |                       | 0                     | 0                     | 0                     | 0                     |                       |
| 2008. Пекинг                            |                       |                       |                       |                       |                       | 0                     | 0                     | 0                     | 0                     |                       |
| 2012. Лондон                            |                       |                       |                       |                       |                       | 0                     | 0                     | 0                     | 0                     |                       |
| 2016. Рио де Жанеиро                    |                       |                       |                       |                       |                       | 0                     | 0                     | 0                     | 0                     |                       |
| 2020. Токио                             |                       |                       |                       |                       |                       |                       |                       |                       |                       |                       |
| 2024. Париз                             |                       |                       |                       |                       |                       |                       |                       |                       |                       |                       |
| 2028. Лос Анђелес                       | предстојећи догађај   |                       |                       |                       |                       |                       |                       |                       |                       |                       |
| 2032. Бризбејн                          | предстојећи догађај   |                       |                       |                       |                       |                       |                       |                       |                       |                       |
| Укупно                                  |                       |                       |                       |                       |                       | 0                     | 1                     | 1                     | 2                     |                       |

### Освајачи медаља на ЛОИ
| Бр. | Медаља | Име                                                                                       | Игре            | Спорт      | Дисциплина   | Ж | М |
| --- | ------ | ----------------------------------------------------------------------------------------- | --------------- | ---------- | ------------ | - | - |
| 1.  |        | Силвио Катор                                                                              | Амстердам 1928. | Атлетика   | Скок удаљ    | − | м |
| 1.  |        | Састав екипе - Лудовик Агустин Елои Метулус Дестин Дестине Астрел Роланд Лудовик Валборге | Париз 1924.     | Стрељаштво | Пушка екипно | − | м |